# Wat Bot Mani Si Bunrueang
Der Wat Bot Mani Si Bunrueang (Thai วัดโบสถ์มณีศรีบุญเรือง, auch Wat Bot Mani Sri Bunruang) ist eine buddhistische Tempelanlage (Wat) in Tak in Nord-Thailand.

## Lage
Der Wat Bot Mani Si Bunruang liegt etwas nördlich des Stadtzentrums von Tak, ganz in der Nähe des Taksin-Schreins.

## Baugeschichte
Beim Wat Bot Mani Si Bunruang handelt es sich ursprünglich um zwei getrennte Tempel, die 1954 zusammengelegt wurden.
Der gepflegte Garten ist neueren Datums.

## Sehenswürdigkeiten
Sehr selten ist die gemeinsame Konstruktion eines Chedi und eines Viharn, die hier ineinander überzugehen scheinen. Der Chedi ist im Mon-Stil gehalten und trägt einen goldenen Schirmaufsatz, während der Viharn mit seinen eleganten Verzierungen in der Lan-Na-Bauweise ausgeführt ist. Auf der Außenmauer des Chedi stehen grün bemalte Wächterfiguren.
Der Viharn beherbergt den Phra Phuttha Mon oder auch Luang Pho Phutthamon, eine Buddha-Statue aus dunkler Bronze im Sukhothai-Stil aus dem 13. Jahrhundert. Diese Statue wird von der lokalen Bevölkerung hoch verehrt. An den Innenwänden des Viharn sind mit Wandmalereien bedeckt.